# Marco Odermatt
Marco Odermatt (Stans, 8 de octubre de 1997) es un deportista suizo que compite en esquí alpino; campeón olímpico en Pekín 2022 y tres veces campeón mundial.

## Trayectoria
Participó en los Juegos Olímpicos de Pekín 2022, obteniendo una medalla de oro en la prueba de eslalon gigante.
Ganó tres medallas de oro en el Campeonato Mundial de Esquí Alpino, en los años 2023 y 2025.
En la Copa del Mundo consiguió 45 victorias y 88 podios en total. Ganó la clasificación general de la Copa del Mundo en cuatro ocasiones consecutivas, de 2022 a 2025.
Recibió el premio Skieur d’Or en 2022 y 2024. Fue nombrado «Deportista masculino del año» en su país en 
2021, 2022, 2023 y 2024.

## Palmarés internacional
| Juegos Olímpicos   | Juegos Olímpicos             | Juegos Olímpicos | Juegos Olímpicos |
| Año                | Lugar                        | Medalla          | Prueba           |
| ------------------ | ---------------------------- | ---------------- | ---------------- |
| 2022               | Pekín (China)                | Medalla de oro   | Eslalon gigante  |
| Campeonato Mundial |                              |                  |                  |
| Año                | Lugar                        | Medalla          | Prueba           |
| 2023               | Courchevel/Méribel (Francia) | Medalla de oro   | Descenso         |
| 2023               | Courchevel/Méribel (Francia) | Medalla de oro   | Eslalon gigante  |
| 2025               | Saalbach (Austria)           | Medalla de oro   | Supergigante     |